# Long Range Desert Group

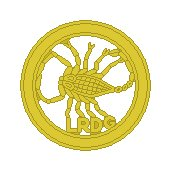
Mützenabzeichen der L.R.D.G.

Die Long Range Desert Group (deutsch: Langstrecken-Wüstengruppe) war eine Spezialeinheit der British Army während des Zweiten Weltkrieges, die von 1940 bis 1943 im Einsatz war. Sie wurde nach der Überschreitung der libysch-ägyptischen Grenze durch italienische Truppen im Juni 1940 vom Major Ralph Alger Bagnold gegründet. Zu ihren Aufgaben zählte die Aufklärung feindlicher Aktivitäten im Rahmen des Afrikafeldzuges und Erkundung der Wüste für Angriffs- und Nachschubwege für die eigene Truppe. In der Anfangszeit arbeitete der Verband eng mit dem Special Air Service zusammen.

## Strategische und taktische Lage
Nordafrika besaß zu diesem Zeitpunkt kaum Infrastruktur, die diesen Namen verdiente. Die einzige wirkliche Straße war die Küstenstraße, die im Inland von unbefestigten Straßen und Wegen abgelöst wurde. Da sich an der Küste auch die Häfen befanden, über die man Nachschub beziehen konnte, konzentrierte sich die Masse der Streitkräfte naturgemäß in den Küstenregionen. Mit der Kriegserklärung Italiens an Frankreich und Großbritannien befanden sich die britischen Streitkräfte in einer sehr ungünstigen Lage. Östlich von ihnen lag der Suezkanal, der auf gar keinen Fall in feindliche Hände fallen durfte, da dies England von seinen Kolonien und Verbündeten im Pazifik abschneiden, bzw. den Seeweg um etliche Monate verlängern würde. Gleichzeitig war die italienische Armee den britischen Streitkräften zahlenmäßig massiv überlegen und konnte auf Nachschub über das Meer setzen, eine Option, die für die Briten mit hohem Risiko und entsprechenden Schiffsverlusten verbunden war.

## Aufstellung und Ausrüstung
Major Ralph Alger Bagnold hatte bereits im Ersten Weltkrieg eine Einheit kommandiert, die, ausgerüstet mit Ford-Modell-T-Fahrzeugen, in den Wüstengebieten Nordafrikas eingesetzt war und dort enorme Distanzen zurücklegte. Bagnold entwickelte u. a. einen Sonnenkompass, den man auf das Armaturenbrett der Fahrzeuge stellen konnte, da magnetische Kompasse durch das Metall der Fahrzeuge abgelenkt wurden. Bagnold wurde 1935 in den Ruhestand versetzt, nach Kriegsbeginn aber reaktiviert. Nach Nordafrika versetzt, schlug er dort die Aufstellung einer motorisierten Einheit vor, die fähig wäre, sich durch die weitgehend straßen- und selbst weglose Wüstengegend zu bewegen. Diese Anregung wurde jedoch erst nach der Kriegserklärung Italiens im Juni 1940 aufgegriffen. Bagnold stellte daraufhin eine Einheit auf, um italienische Einheiten in Libyen aufzuklären und falls möglich durch Angriffe im Handstreich zu zermürben.
In ihrer Gründungszeit bestand die Long Range Desert Group vorwiegend aus neuseeländischen Freiwilligen, die von dem britischen Kommandeur der 2. Neuseeländischen Division, Lieutenant General Bernard Freyberg, ausgewählt wurden. Australische Soldaten wurden zwar angefragt, allerdings weigerte sich die australische Regierung, ihre Männer in britischen Uniformen kämpfen zu lassen, weshalb man sich auf Neuseeländer beschränkte. Später ergänzten britische und rhodesische Soldaten die Long Range Desert Group. Jede Einheit war in drei Spähtrupps zu je 40 Mann gegliedert, die  vorwiegend mit LKW des Typs Chevrolet (30cwt) und dem Willys MB Jeep ausgerüstet waren. Um die schweren Fahrzeuge nicht im Wüstensand versinken zu lassen, wurde jegliches unnütze Gewicht, wie z. B. Kabinen, Dach, Frontscheibe etc. entfernt.
Die Bewaffnung der einzelnen Trupps bestand hauptsächlich aus Waffenbeständen der britischen Armee bzw. der Commonwealth-Staaten. So führte ein einzelner Spähtrupp zehn leichte Lewis-Maschinengewehre sowie Panzerbüchsen des Fabrikats Boys mit. Zur Bewaffnung zählten auch schwere Maschinengewehre vom Typ Browning M2 und Vickers K, die auf den LKWs montiert waren. Später wurden auch Panzerabwehrkanonen auf den LKWs angebracht. Für die Kommunikation wurden Funkgeräte mit einer Reichweite von bis zu 1200 Meilen eingesetzt.

## Einsatzgebiete
Am 11. August 1940 wurde als erster Test Captain Clayton mit sieben Mann von Kairo aus zur Patrouille ausgesandt. Sie durchquerten das Kalansho-Dünenmeer, um auf der anderen Seite im italienischen Libyen drei Tage lang eine unbefestigte Straße zu beobachten, die zu diesem Zeitpunkt eine von ganz wenigen Straßenverbindungen überhaupt war (in ganz Libyen gab es nur eine einzige befestigte Straße, die entlang der Küste verlief). Nachdem drei Tage kein einziger Italiener gesichtet worden war, kehrte der Trupp nach Kairo zurück. Insgesamt legte er in dreizehn Tagen 1600 Meilen (ca. 2800 Kilometer) zurück. Beeindruckt von diesem Ergebnis, genehmigte General Wavell eine Aufstockung von Bagnolds Truppe. Es wurden drei Patrouillen mit jeweils ungefähr 25 Mann gebildet: die W-Patrol unter Captain Mittford, die T-Patrol unter Captain Clayton und die R-Patrol unter Captain Steele.
Im September 1940 begann man mit der Errichtung eines ersten Stützpunktes in der Oase Siwa (siehe auch: Eight Bells). Kurz darauf kam es zum ersten Einsatz zweier Trupps der Long Range Desert Group. Die drei Patrouillen trafen sich am „Big Cairn“, einer Steinstruktur mitten in der libyschen Wüste, die von Clayton 1932 errichtet worden war. Während die R-Patrol weitere Vorräte heranschaffte, wurde die T-Patrol in Richtung Tschad gesandt. Die W-Patrol unter Leitung des neuseeländischen Captains Mitford durchquerte erneut das Kalansho-Dünenmeer, um italienische Treibstoffdepots sowie Landebahnen von operativ wichtigen Flugplätzen anzugreifen. Die nicht verteidigten Flugfelder wurden von den Briten zerstört, die sich anschließend entlang der Straße Richtung Süden bewegten. Am 19. September trafen sie auf zwei italienische Fahrzeuge, die Vorräte transportierten und mit einer MG-Salve zur Kapitulation bewogen wurden. 2500 Gallonen Treibstoff und ein Postsack wurden erbeutet. Nachdem Uweinat weiter im Süden erkundet worden war, kehrte die Patrouille nach Kairo zurück, wo sie am 4. Oktober eintraf. In Kairo wurden die Soldaten über Nacht zu Berühmtheiten. Der Oberkommandierende General Wavell war so beeindruckt, dass er die Leistung der Gruppe in einem Telegramm ans Kriegsministerium schilderte. Kriegsminister Eden besuchte sie am 16. Oktober in ihrem Quartier. Bagnold wurde vom Major zum Lieutenant Colonel befördert und erhielt die Erlaubnis, seine Einheit auf zwei Squadrons mit jeweils drei Patrols auszubauen. Die Einheit wurde deshalb in „Long Range Desert Group“ umbenannt.
Am 21. Oktober wurde die gesamte Einheit (W-, T- und R-Patrol) erneut ausgesandt und schlug einen Bogen nach Süden, um über Uweinat die libysche Küstenstraße (Via Balbia) zu erreichen, wo sie Minen legte, italienische Fahrzeuge attackierte und Gefangene nahm. Captain Clayton eroberte das Fort in Aujila mit einem einzigen MG-Feuerstoß, da die Besatzung ohne Gegenwehr ins Dorf flüchtete. Bei dieser Operation legte Clayton ungefähr 2500 Meilen (4500 Kilometer) in fünfzehn Tagen zurück. Ein libyscher Gefangener gab in Kairo zu Protokoll, dass die Italiener als Reaktion auf die Patrouillen allen Verkehr zur Kufra-Oase auf schwer gesicherte Konvois beschränkt hätten und italienische Soldaten in ganz Libyen immer wieder von Patrouillen in ihrer Umgebung berichteten.
Nachfolgend operierte diese Einheit der Long Range Desert Group in Richtung Tschad und nahm dort Kontakt mit den Freien Französischen Streitkräften auf. Nach Aufmunitionierung und Betankung kehrte sie über die Charga-Oase nach Kairo zurück. Insgesamt legte sie rund 6000 Kilometer zurück.
Die Kooperation mit den französischen Truppen wurde verstärkt, als Major Bagnold Ende September 1940 nach Fort Lamy reiste, um die französischen Kolonien in Afrika zum Beitritt zu den alliierten Streitkräften zu bewegen. Gemeinsam mit den neuen französischen Verbündeten wurden italienische Stützpunkte im Gebiet der Murzuk-Oasen angegriffen, was zur Einnahme von Kufra führte. Man einigte sich später, das Hauptquartier der Long Range Desert Group in die Kufra-Oase zu verlegen. Die schlechten Wetterbedingungen mit heftigen Sandstürmen und extrem hohen Temperaturen von bis zu 50 °C erschwerten das weitere Vorgehen stark.

## Ende und Verbleib
Während des Sommers 1941 machte sich der mittlerweile zum Colonel beförderte Gründer Bagnold auf die Suche nach einem Nachfolger. Kurzzeitig befehligten unter anderem Major Jake Easonsmith und Lieutenant-Colonel Guy Lennox Prendergast die LRDG, bis schließlich Major General David Lloyd Owen das endgültige Kommando über die Long Range Desert Group bis zur Niederlage der Achsenmächte in Afrika 1943 übernahm. Colonel Bagnold verließ die LRDG noch 1941 und wirkte fortan in Kairo im Stab der Britischen Armee. Die Mehrzahl der Angehörigen der LRDG gingen in den Special Air Service über oder kämpften an der Seite von Partisanen in Griechenland bzw. auf dem Balkan.

## Bekannte Angehörige
- Randolph Frederick Churchill
- Christopher Lee